# Welsangriffe im Brombachsee 2025

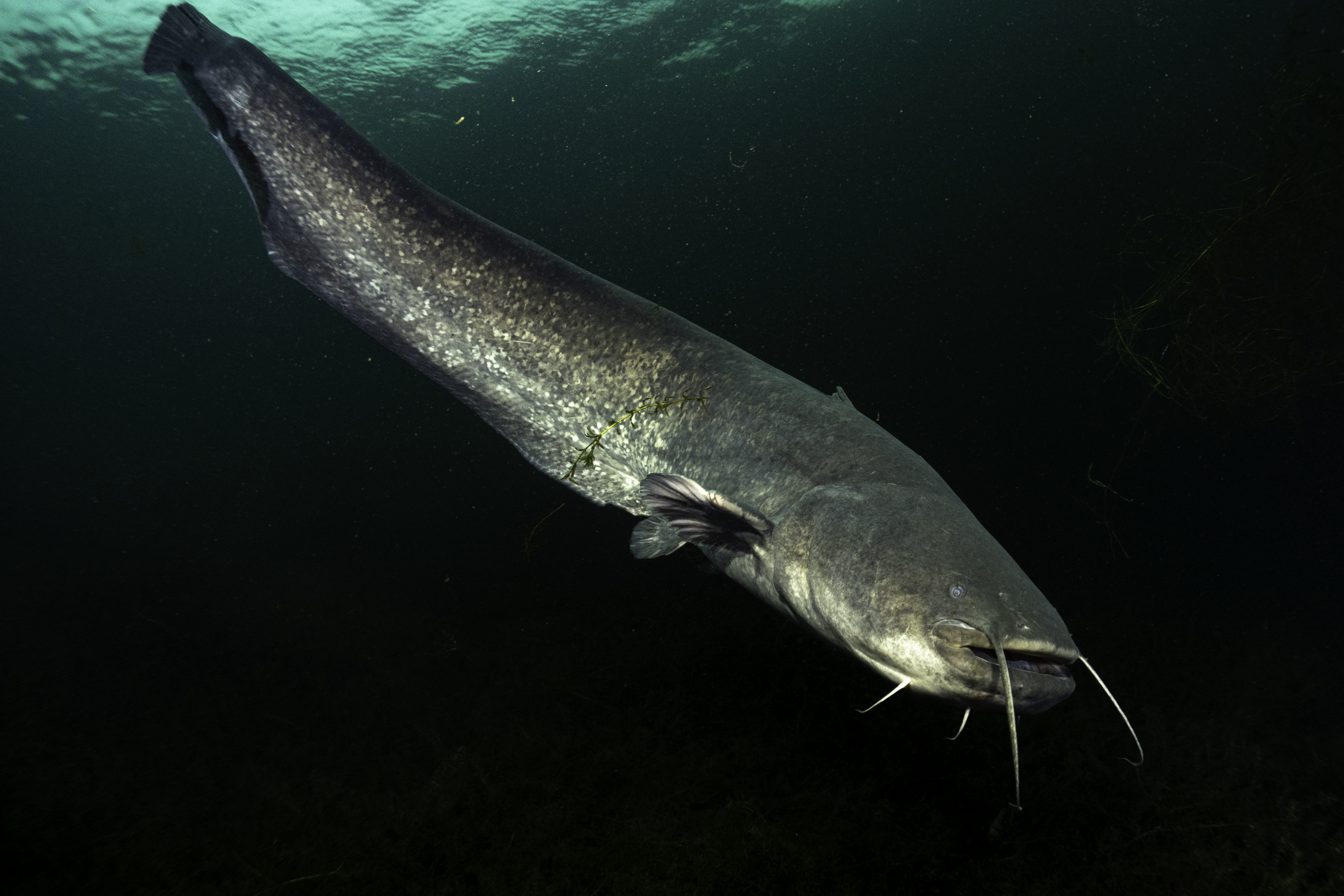
Europäischer Wels (Silurus glanis), eine in Mitteleuropa verbreitete Fischart, die im Sommer 2025 im Brombachsee Schwimmer angegriffen hatte.

Welsangriffe im Brombachsee 2025 bezeichnen eine Reihe von Vorfällen im Sommer 2025, bei denen Badegäste im Großen Brombachsee in Mittelfranken vom
Europäischen Wels (Silurus glanis) gebissen und verletzt wurden. Die Ereignisse führten zu sicherheitsbezogenen Maßnahmen und erhielten überregionale mediale Aufmerksamkeit.

## Hintergrund

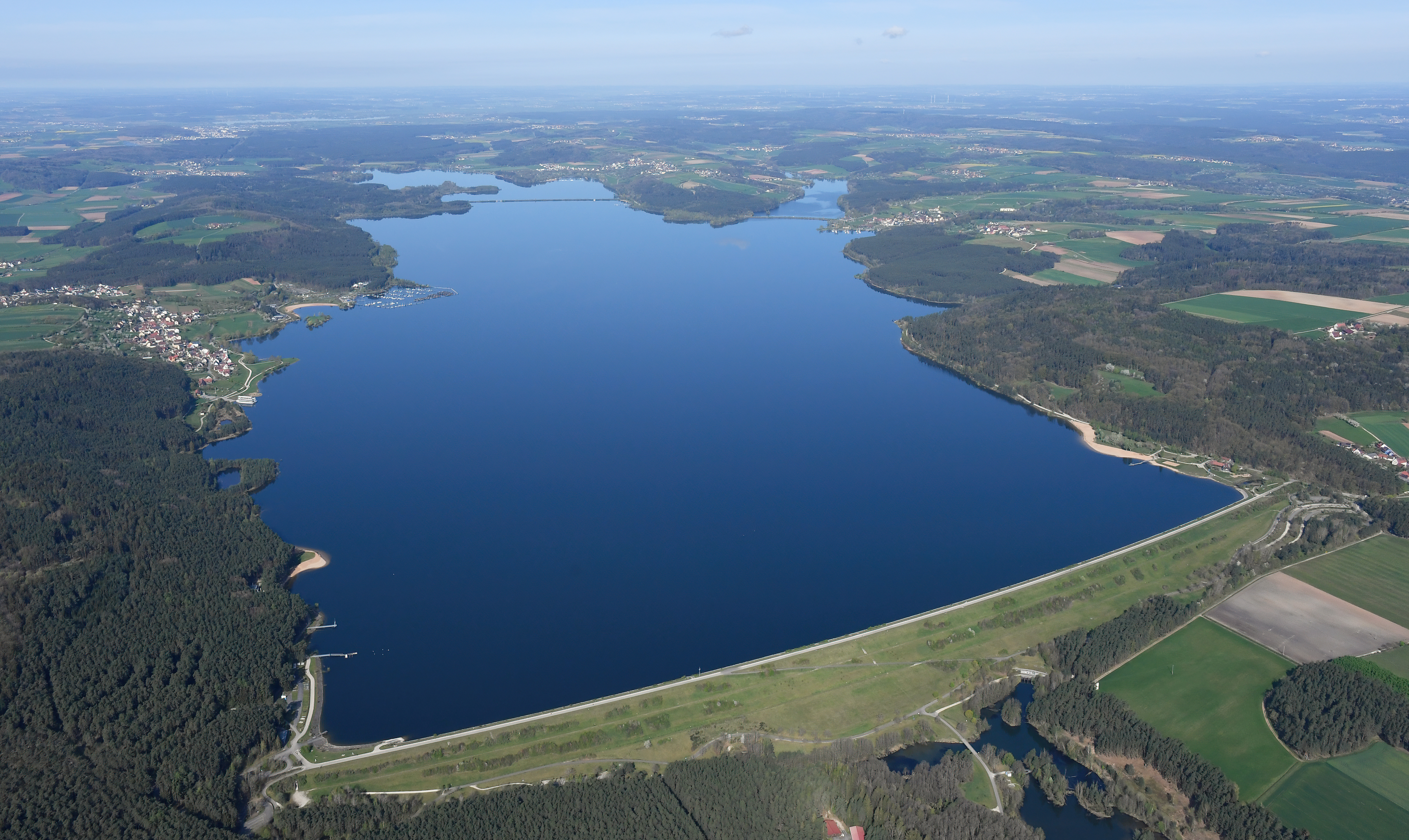
Großer Brombachsee in Mittelfranken, Schauplatz des ersten Welsangriffs beim „Burning-Beach“-Festival (rechts unten, Strand bei Allmannsdorf); der zweite Vorfall ereignete sich im benachbarten Kleinen Brombachsee hinter dem linken Sperrdamm oben – an der in den See ragenden Halbinsel Absberg

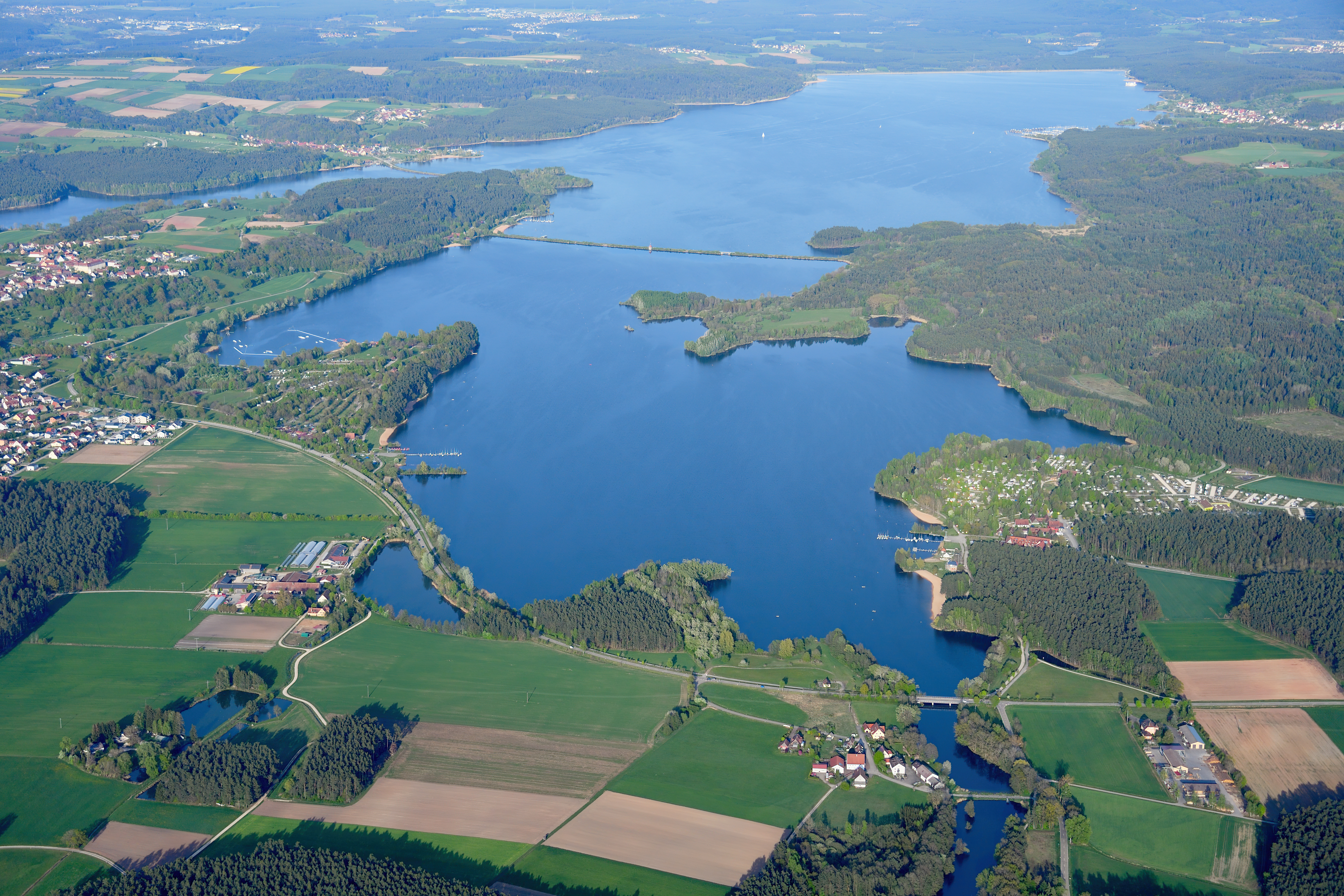
Kleiner Brombachsee, Schauplatz des zweiten Welsangriffs an der in den See ragenden Halbinsel Absberg (links im Bild)

Der Große Brombachsee ist ein künstlich angelegter Stausee in Bayern und Teil des Fränkischen Seenlands. Er bildet zusammen mit seinen beiden Vorsperren Kleiner Brombachsee und Igelsbachsee den Brombachsee, eine der größten Stauseeanlagen Süddeutschlands. Er dient der Wasserregulierung und Naherholung und gehört zu den beliebtesten Badeseen der Region.
Der Europäische Wels gilt als nacht- und dämmerungsaktives Raubtier, das sich tagsüber meist in tieferen Seebereichen aufhält. Normalerweise meidet die Art den Kontakt zu Menschen. Einzelne Exemplare können Längen über zwei Meter und Gewichte über 100 Kilogramm erreichen.
Der Wels ist in Bayern weit verbreitet und bevorzugt warme, langsam fließende oder stehende Gewässer. Laut Angaben der Fischereiverwaltung stellen solche Lebensräume ein stabiles Habitat für die Art dar. Es werden in flachen Uferzonen Laichgruben gebaut, in denen das Männchen den abgelegten Laich mehrere Wochen lang bewacht. In dieser Zeit reagiert es empfindlich auf Störungen und kann Schwimmer, die sich dem Nest nähern, vertreiben. Als potenziell gefährlich gelten Welse für den Menschen nicht. Nach Angaben der Bayerischen Landesanstalt für Landwirtschaft (LfL) verfügen sie lediglich über sogenannte Hechel- oder Bürstenzähne, mit denen sie ihre Beute festhalten, aber keine schweren Verletzungen verursachen können. Gleichwohl könnten bei einer Berührung mit einem größeren Exemplar oberflächliche Hautabschürfungen auftreten, die als unangenehm oder schmerzhaft empfunden werden. Hektische Bewegungen oder starkes Planschen könnten die Tiere entweder verscheuchen oder ihre Aufmerksamkeit erregen.
Natürliche Badegewässer haben das Potenzial, Begegnungen mit Fischen und anderen Wasserorganismen mit sich zu bringen. In pflanzen- oder schlammreichen Zonen kann es zu unvermitteltem Kontakt kommen. Grundsätzlich ist beim Baden in Binnengewässern auf einen rücksichtsvollen Umgang mit dem Ökosystem zu achten.

## Ereignisse
Ende Juni 2025 wurden im Bereich einer Badeinsel im Brombachsee nahe Allmannsdorf bei Pleinfeld fünf Personen von einem etwa zwei Meter langen Wels gebissen und dabei verletzt. Das Tier hatte nach Schätzungen ein Gewicht von rund 90 Kilogramm. Die Angriffe ereigneten sich in Ufernähe und führten bei den Betroffenen zu leichten bis mittelschweren Verletzungen. Die Einsatzkräfte versuchten anschließend gezielt, den Wels zu töten, um weitere Vorfälle zu verhindern und eine potenzielle Gefährdung durch panikbedingtes Ertrinken auszuschließen. Da das Tier nicht unmittelbar verendete, wurde es später von zwei Anglern aus dem Wasser geborgen und waidgerecht getötet. Im Anschluss wurde der Fisch zerlegt und in einem regionalen Gasthof in etwa 120 Filetportionen mit Beilagen serviert. Der Verkaufspreis pro Gericht lag bei 22,50 Euro.
Am 3. Juli 2025 kam es zu einem weiteren Vorfall, bei dem ein Mann nahe einer Badeplattform bei Absberg in den Arm gebissen wurde. Nach Angaben der Polizei wurde die Schwimminsel anschließend entfernt.
Im Anschluss wurden Ermittlungen durch die Staatsanwaltschaft Ansbach eingeleitet, da ein Polizeibeamter an der Tötung des Welses beteiligt war. Die Tierrechtsorganisation PETA sowie eine Privatperson erstatteten Strafanzeige. Aufgrund der Beteiligung eines Polizeibeamten obliegt die Durchführung der Ermittlungen dem Bayerischen Landeskriminalamt.
Entgegen früheren Medienberichten wurde der Wels nach Angaben des Polizeipräsidiums Mittelfranken nicht unmittelbar durch polizeilichen Schusswaffeneinsatz getötet. Zwar habe ein Beamter mit seiner Dienstwaffe auf das Tier gefeuert, jedoch sei unklar, ob der Fisch dabei tatsächlich getroffen wurde. Die Polizei betonte, niemals explizit angegeben zu haben, dass das Tier durch den Schuss verendet sei; entsprechende Annahmen seien durch die Interpretation der behördlichen Pressemitteilung entstanden. Das tote Tier wurde zu einem späteren Zeitpunkt von zwei Anglern mittels Boot geborgen.
Ein einfaches Vertreiben wurde aus Sicht der Einsatzkräfte als unzureichend eingeschätzt, da eine Rückkehr des Fisches zu seinem Laich wahrscheinlich gewesen sei. Auch eine Entnahme mittels Angelmethode wurde als nicht praktikabel beurteilt, da der Fang unvorhersehbar lange hätte dauern können. Aufgrund des gleichzeitig stattfindenden Musikfestivals mit mehreren tausend Besuchern erschien eine längerfristige Sperrung des betroffenen Uferbereichs nicht umsetzbar. Die Behörden begründeten das Vorgehen mit der Gefährdung öffentlicher Sicherheit durch mögliche panikbedingte Unfälle im Wasser.

## Ursachen
Fachleute vermuten, dass das ungewöhnlich aggressive Verhalten des Welses durch Brutverhalten ausgelöst wurde. In der Laichzeit verteidigen männliche Tiere ihr Gelege mitunter territorial. Dass es dabei zu direkten Bissen gegen Menschen kommt, ist jedoch außergewöhnlich und gilt als selten dokumentiertes Verhalten. Die Angriffe ereigneten sich in zeitlicher und räumlicher Nähe zu Badeplattformen, die möglicherweise in der Nähe eines Geleges lagen. Ein Elektronik-Musikfestival („Burning Beach“) am See im Juni könnte das Verhalten der Welse beeinflusst haben, da Fische Geräusche über verschiedene Sinnesorgane wahrnehmen und tieffrequente Töne Stress auslösen können.
Laut dem Fischereiökologen Robert Arlinghaus, Professor an der Humboldt-Universität zu Berlin, handelt es sich bei den Vorfällen nicht um außergewöhnliche Ereignisse, sondern um natürliche Verhaltensweisen, die durch veränderte Umweltbedingungen begünstigt werden. Insbesondere niedrigere Wasserstände und wärmere Temperaturen infolge des Klimawandels führen dazu, dass Welse in für den Menschen zugänglicheren Bereichen des Gewässers laichen. Dadurch steigt die Wahrscheinlichkeit von Begegnungen zwischen Badenden und brütenden Fischen. Abseits der Laichzeit zeigen Welse hingegen kein aggressives Verhalten gegenüber Menschen.
Die Fortpflanzungsperiode des Europäischen Welses ist üblicherweise im Juli abgeschlossen. Bei dem Exemplar im Bereich Absberg könnte es sich um ein verspätet laichendes Tier gehandelt haben.

## Reaktionen
Die Vorfälle führten zu Sicherheitsvorkehrungen durch die zuständigen Behörden. Neben dem Entfernen einzelner Schwimminseln wurde über zusätzliche Hinweisschilder oder Sperrzonen diskutiert. 
Laut dem Landratsamt Weißenburg hatten Echolot-Befahrungen örtlicher Fischer keine weiteren Welse im Bereich der Badestellen nachgewiesen.
Die Ereignisse wurden deutschlandweit in den Medien thematisiert und führten auch zu Debatten über das Verhalten großer Fische in stark frequentierten Gewässern. In sozialen Netzwerken reagierte man teilweise satirisch darauf.
Die Zeit beschrieb das Wels-Drama am Brombachsee zwar als eine Sommerloch-Geschichte, stellte es jedoch zugleich als ein politisches Lehrstück von 
shakespearescher Qualität dar.